# Hieracium flagelliferum
Hieracium flagelliferum là một loài thực vật có hoa trong họ Cúc. Loài này được Ravaud mô tả khoa học đầu tiên năm 1877.